# Elias Ehlers
Elias Ehlers (født 15. december 1985 i Holstebro) er en dansk standupkomiker. Han har vundet DM i stand-up og turneret med flere one-man shows.

## Karriere
Han vandt DM i stand-up 2006 og første sæson af TV2 Zulus Comedy Fight Club. Elias Ehlers har flere gange medvirket i Stand-up.dk og Comedy Aid fra 2009-2013. Inden da medvirkede han i Talegaver til børn i 2007 og 2008.
I 2009 medvirkede han i filmen Sorte Kugler som er skrevet og instrueret af komikerkollegaen Anders Matthesen. I september 2012 startede han en podcast med ven og kollega Martin Nørgaard, som senere fik navnet Det Dystre Skæg. Han medvirkede også i musikvideoen til Matthesens sang "Umami" fra albummet Villa Peakstate fra 2010.
Han blev i 2015 færdiguddannet som kropsterapeut fra Totum skolen i København. I 2022 satte han karrieren som komiker på pause for at flytte til den lille by Vildbjerg  i Jylland og arbejde som kropsterapeut.

## One-man show

### Fucking Glad
10. april 2012 havde Elias Ehlers' første one-man show Fucking Glad premiere på Comedy Zoo i København. Ehlers har, såvel som kollegaer Christian Fuhlendorff og Michael Schøt, valgt at sælge showet online som download.

### Helt Perfekt
I 2014 turnerede han med sit andet one-man show kaldet Helt Perfekt.

### Det dystre skæg
I 2016 turnerede han med sin komiker kollega Martin Nørgaard med showet Det dystre skæg.

### Super Mand
I 2025 turnerede han med sit tredje one-man show, Super Mand.

## Ekstern henvisninger
- Elias Ehlers' hjemmeside Arkiveret 26. februar 2009 hos  Wayback Machine
- Elias Ehlers' om kropsterapi Arkiveret 27. juli 2017 hos  Wayback Machine
- Elias Ehlers hos FBI
- Det Dystre Skæg i iTunes
- Elias Ehlers på Internet Movie Database (engelsk)
- Elias Ehlers på Filmdatabasen
- Elias Ehlers på danskefilm.dk
- Elias Ehlers på danskfilmogtv.dk
- Elias Ehlers på Svensk Filmdatabas (svensk)
- Elias Ehlers på AlloCiné (fransk)
- Elias Ehlers på The Movie Database (engelsk)